# بسطام (تشايبارة)
بسطام (بالفارسية: بسطام) هي منطقة سكنية تقع في قسم بسطام الريفي (مقاطعة تشايبارة) في إيران. يقدر عدد سكانها بـ 447 نسمة بحسب إحصاء 2016.